# Vladikavkaz
Vladikavkaz (Russisch: Владикавказ; Ossetisch: Дзæуджыхъæу, Dzæoedzjychæoe: Ingoesjetisch: Буро-ГIал, Buro-Ghal) is de hoofdstad van de Russische autonome republiek Noord-Ossetië. De stad ligt op beide oevers van de rivier de Terek, aan de voet van de Kaukasus en zo'n 40 kilometer van de grens met Georgië. Vladikavkaz is het economische, wetenschappelijke en culturele centrum van de noordelijke Kaukasus.
De naam van de stad betekent "Beheers de Kaukasus" (cf. Vladivostok). In de Sovjettijd droeg Vladikavkaz de namen Ordzjonikidze en Dzaoedzjikaoe.

## Geschiedenis
Vladikavkaz werd in 1784 op bevel van Grigori Potjomkin gesticht als fort nabij een Ingoesjetische nederzetting (Zaur). De vesting speelde een centrale rol bij de Russische verovering van de Kaukasus en was lange tijd de belangrijkste militaire basis in de regio. Begin 19e eeuw werd de Georgische Militaire Weg aangelegd, die van Vladikavkaz door de bergen naar Tbilisi voerde. De route was al millenia lang een handelsroute door de Kaukasus, maar werd onder Russische leiding na de annexatie van Koninkrijk Kartli-Kachetië vanaf 1801 uitgebouwd tot een robuuste tweebaansbrede karavaanroute, de basis voor de huidige autoweg. Lokale rebellen boden veel weerstand en brandden het fort plat. Na de annexatie van Georgië in 1801 werd Vladikavkaz herbouwd en werd het een belangrijke schakel in de handel met Perzië. In 1861 kreeg Vladikavkaz de stadstatus en in 1875 kreeg de stad een verbinding per spoor met Rostov aan de Don en Bakoe.
In 1931 werd Vladikavkaz hernoemd tot Ordzjonikidze, ter ere van de Georgische bolsjewiek Grigol Ordzjonikidze; van 1944 tot 1954 droeg de stad de naam Dzaoedzjikaoe en van 1954 tot 1990 heette ze opnieuw Ordzjonikidze. De oorspronkelijke naam van Vladikavkaz werd in 1990, nog voor de val van de Sovjet-Unie, in ere hersteld.
Tijdens de Russische Burgeroorlog viel Vladikavkaz in februari 1919 in handen van de anti-communistische Witten. Het Rode Leger veroverde de stad in maart 1920. De Wehrmacht probeerde de stad in november 1942 te veroveren, maar trok zich in januari 1943 zonder succes terug.

## Demografie
In Vladikavkaz woont ongeveer 45% van de bevolking van Noord-Ossetië. Vanwege het grote aantal vluchtelingen dat in de stad verblijft is het werkelijke aantal inwoners waarschijnlijk wat hoger dan de officiële cijfers aangeven. De grootste bevolkingsgroepen worden gevormd door Osseten, Russen, Armeniërs en Georgiërs.

## Sport
Alania Vladikavkaz is een professionele voetbalclub afkomstig uit Vladikavkaz, die zijn thuiswedstrijden speelt in het Spartak Stadion. In 1995 werd de club nationaal kampioen van Rusland, de vierde kampioen na het uiteenvallen van de Sovjet-Unie. Royston Drenthe heeft bij deze voetbalclub gevoetbald.

## Geboren
- Vladimir Gaboelov (1983), voetballer
- Alan Kasajev (1986), voetballer
- Aslan Karatsev (1993), tennisser

Bestuurlijk centrum: Vladikavkaz

Steden: Alagir · Ardon · Beslan · Digora · Mozdok

Districten: Alagirski · Ardonski · Digorski · Irafski · Kirovski · Mozdokski · Pravoberezjni · Prigorodni